# Волиця (Белхатовський повіт)
Волиця (пол. Wolica) — село в Польщі, у гміні Клещув Белхатовського повіту Лодзинського воєводства.
Населення — 413 осіб (2011).
У 1975-1998 роках село належало до Пйотрковського воєводства.

## Демографія
Демографічна структура станом на 31 березня 2011 року:
|          | Загалом | Допрацездатний вік | Працездатний вік | Постпрацездатний вік |
| -------- | ------- | ------------------ | ---------------- | -------------------- |
| Чоловіки | 203     | 43                 | 137              | 23                   |
| Жінки    | 210     | 52                 | 119              | 39                   |
| Разом    | 413     | 95                 | 256              | 62                   |